# Hylaeus canariensis
Hylaeus canariensis är en biart som beskrevs av Erlandsson 1983. Hylaeus canariensis ingår i släktet citronbin, och familjen korttungebin. Inga underarter finns listade i Catalogue of Life.